# 下館音頭
「下館音頭」（しもだておんど）は、日本の歌。作詞西條八十、作曲中山晋平。下館（現・茨城県筑西市）では盆踊りの定番曲として親しまれている。

## 解説

### 西條八十と下館
- 西條は戦時中、早稲田大学在学時の同級生で下館町長だった外池格次郎（とのいけ かくじろう）を頼り、茨城県真壁郡下館町に疎開していた。それがきっかけで下館に縁ができた西條は、のちに下館への愛着を表し下館音頭を作詞。曲は既にあった中山晋平の未発表曲を用いた。

### 曲の構成
- 全部で11番まであり、1番から9番までは下館周辺の名所や自然をうたっている。10番は下館藩から脱藩し、尊王攘夷運動に参加した渋谷伊予作、11番は自由民権運動の加波山事件が歌われている。なお、加波山事件を起こしたグループには富松正安や保多駒吉などの下館出身者がいた。